# Фесенков Василь Григорович
Василь Григорович Фесенков (13 січня 1889 — 12 березня 1972) — радянський астроном, академік АН СРСР (1935), академік АН Казахської РСР (1946).

## Наукова біографія
Родився в Новочеркаську. У 1911 закінчив Харківський університет і був залишений при ньому для підготовки до професорського звання. У 1912—1914 навчався в Паризькому університеті, стажувався в обсерваторіях Парижа і Ніцци. У 1915—1920 викладав у Харківському університеті, а потім в Політехнічному і Педагогічному інститутах в Новочеркаську. У 1922 організував у Москві Державний астрофізичний інститут і очолював його до 1931, коли цей інститут увійшов до складу створеного при Московському університеті Державного астрономічного інституту імені П. К. Штернберга. У 1936—1939 був директором Державного астрономічного інституту імені Штернберга, з 1933 — професор Московського університету. У 1942 організував Інститут астрономії та фізики при Казахському філіалі АН СРСР (з 1946 — АН Казахської РСР), керував ним до 1964. Організував Комітет з метеоритів АН СРСР, був його головою з 1945.
Діапазон наукової діяльності Фесенкова вельми широкий: небесна механіка, фотометрія, фізика Сонця, зірок, планет, Місяця, туманностей, зоряна астрономія, атмосферна оптика, будова атмосфери, природа зодіакального світла і протисяйва, метеоритика, космогонія, історія астрономії, конструювання інструментів. Один з основоположників астрофізики в СРСР. Підсумки його наукової діяльності різноманітні. Вперше в 1914 провів фотометричне дослідження зодіакального світла за допомогою сконструйованого ним фотометра і на цій основі отримав дані про розподіл міжпланетного пилу. Показав, що матерія, яка обумовлює зодіакальне світло, — продукт дезінтеграції комет і частково астероїдів. Склав каталог зоряних величин і колор-індексів 1290 зірок до 9-ї зоряної величини. У 1940 отримав статистичну залежність колірного еквівалента від галактичної широти і спектрального класу зірки. У 1919—1922 досліджував проблему походження Сонячної системи з урахуванням властивостей навколосонячної кометної хмари і особливостей хімічного складу метеоритів. Згідно з його гіпотезою Сонце і планети утворилися одночасно з газопиловою туманністю в єдиному процесі розвитку. Вивчав питання про утворення органічної речовини у Всесвіті. Обґрунтував висновок про неможливість існування вищих форм рослинності на Марсі й інших планетах. Запропонував оптичні методи зондування верхніх шарів атмосфери, засновані на вивченні поляризації розсіяного світла. Показав, що екваторіальне прискорення Сонця може бути наслідком його гравітаційного стиснення. У 1935 виявив залежність ступеня поляризації випромінювання сонячної корони від позиційного кута, що вказувало на відсутність сферичної симетрії у сонячної корони. Вивів значення загальної маси пилової матерії Галактики, рівне 108 мас Сонця. У 1935 розробив метод визначення поглинання світла в темних туманностях. Визначив швидкості руху волокон туманності в сузір'ї Лебедя. У 1943 поляризаційним методом встановив зі спостережень верхню межу щільності місячної атмосфери. Визначив теплоємність речовини місячної поверхні, запропонував модель її морфологічних особливостей. У 1944 розробив теорію розподілу яскравості по диску Марса. Визначив атмосферний тиск в нижній частині марсіанської атмосфери за її розсіюючим властивостям. Розробив метод визначення поглинання в атмосфері Юпітера. У 1952 висунув гіпотезу про утворення смуг Юпітера. Керував великою роботою з визначення швидкості і напряму руху Сонця на підставі аналізу променевих швидкостей 2666 і повних швидкостей 1150 зірок. Брав участь в експедиціях для спостережень сонячних затемнень в Генічеськ (1914), Мальбергет (Швеція, 1927), Кустанай (1936), Алма-Ату (1941), а також спостережень зодіакального світла в Середню Азію (1941—1957), Асуан (Єгипет, 1957).
Заснував видаваний АН СРСР «Астрономічний журнал», відповідальним редактором якого був у 1924—1964.
Голова Астрономічного ради АН СРСР (1936—1937).
Заслужений діяч науки Казахської РСР (1947).
На його честь названо астероїд 2286 Фесенков.